# جف استلینگ
جف استلینگ (انگلیسی: Jeff Stelling؛ زادهٔ ۱۸ مارس ۱۹۵۵) روزنامه‌نگار، مجری تلویزیون و گزارشگر ورزشی شبکۀ اسکای اسپورت نیوز اهل بریتانیا است. وی از سال ۱۹۷۸ میلادی تاکنون مشغول فعالیت بوده‌است.
از فیلم‌ها یا مجموعه‌های تلویزیونی که وی در آن‌ها نقش داشته است، می‌توان به تد لاسو اشاره نمود.